# 14967 Madrid
För andra betydelser, se Madrid (olika betydelser).
14967 Madrid eller 1997 PF4 är en asteroid i huvudbältet, som upptäcktes 6 augusti 1997 av de båda spanska astronomerna Ángel López Jiménez och Rafael Pacheco vid Mallorca-observatoriet. Den är uppkallad efter den spanska huvudstaden Madrid.